# Tobias Kaufmann
Tobias Kaufmann (Milano, 12 marzo 1970 – Torino, 27 marzo 2013) è stato un hockeista su ghiaccio, hockeista in-line e dirigente sportivo italiano. Morì a 43 anni.

## Carriera

### Hockey su ghiaccio
Ha giocato in diverse squadre di hockey su ghiaccio dell'Alto Adige e del Trentino (Pool N.A.K. 91, HC Trento/Ora, HC Feltre, SV Caldaro), ma il suo nome è legato soprattutto alla squadra dell'HC Egna, con cui ha disputato anche la prima stagione in massima serie della squadra, il campionato 2003-2004, e dell'SC Ora di cui è stato giocatore, allenatore e, dal 2006 alla morte, presidente.
Con lui alla guida, la squadra della Bassa Atesina ha vinto il campionato di Serie C 2011-2012, ed a lui la squadra ha dedicato la vittoria della Serie C 2012-2013, conquistata il giorno dopo la scomparsa.

### Hockey inline
Nell'hockey in-line fu campione d'Italia nel 1996-1997 con la maglia dell'AurOra, e vestì a lungo la maglia della nazionale azzurra, disputando anche due campionati mondiali.